# Copa de Livonia
La Copa de Livonia es un torneo de fútbol realizado anualmente en la capital de Letonia, Riga, entre los campeones de las ligas locales de Estonia y Letonia.
El actual campeón de la Copa de Livonia es Skonto FC, que venció a FC Flora Tallinn.

## Finales
| Temporada | Campeón          | Marcador              | Subcampeón         | Sede              |
| --------- | ---------------- | --------------------- | ------------------ | ----------------- |
| 2011      | FC Flora Tallinn | 2 – 0                 | Skonto FC          | Skonto Hall, Riga |
| 2008      | FK Ventspils     | 2 – 2 t.s., 4–3 pen   | FC Levadia Tallinn | Skonto Hall, Riga |
| 2005      | Skonto FC        | 4 – 3                 | FC Levadia Tallinn | Skonto Hall, Riga |
| 2004      | Skonto FC        | 3 – 3 t.s., 4–3 pen   | FC Flora Tallinn   | Skonto Hall, Riga |
| 2003      | Skonto FC        | 2 – 2 t.s., 12–11 pen | FC Flora Tallinn   | Skonto Hall, Riga |